# 什么都想要的塔可拉
《什么都想要的塔可拉》（日语：クレクレタコラ）是由日本东宝企画制作的一部特摄片。

## 登场人物
塔可拉（タコラ）
全剧的主人公，是一只由于环境污染而登上陆地的不满的章鱼。名称来源于日语“章鱼”（タコ）一词。有变身能力。常常会看上一些琐碎的小玩意，而一旦想要某件东西，就会不择手段地把它拿到手。然而结局大多是受到物主的责打。
塔可拉的原型据说来自于该剧企划者磯野理的儿子。磯野理的儿子经常向他要各种各样的东西，他由此得到了灵感，将塔可拉设计成了这样的性格。